# ادريان كوفيك
ادريان كوفيك (مولود في 6 مايو 1967, ياش، رومانيا), هو الطبيب المشهور في الطب الداخلي وطب الكلى، الحاصل علي الدكتوراه الفلسفية في العلوم الطبية والأستاذ بكلية الطب، جامعة جيورج تي بوبا، ياش رومانيا.
 (بالرومانية: Adrian Covic)‏
رئيس قسم طب الكلى في مستشفي الجامعة والرئيس المنتخب لجمعية طب الكلى الرومانية.

## الحياة الشخصية
متزوج من ادينا كوفيك وله من الأبناء: اندريا سيمونا (مولودة في 16 يونيو 1997) واليكساندرا ماريا (مولودة في 19 مايو 1999)

## التعليم والتدرج المهني
- تخرج (1985) «كوستاكا نيجروزي» المدرسة الثانوية – الطالب المتفوق
- تخرج (1991) كلية الطب من جامعة الطب «جورج تي. بوبا» ياش- حاصل علي لقب الطالب المتفوق.
- أستاذ (عن طريق التنافس) في جامعة «جيورج  ت. بوبا» ياش (2004)
- أطروحة دكتوراه (20 تشرين الثاني / نوفمبر 1997) - دراسة تشوهات القلب والأوعية الدموية والعوامل المحددة في الفشل الكلوي المزمن، وتأير وسائل استبدال الكلي، تحت اشراف الأستاذ الدكتور «فيكتور تاكو»
- الطبيب الرئيسي في الطب الداخلي (من خلال المنافسة، حزيران / يونيه 2000)
- استشاري أول في أمراض الكلى (من خلال المنافسة، حزيران / يونيه 2002)
- المدير الطبي «مستشفى بارهون» مستشفى جامعة ياش (2001-2003)
- مدير «مستشفى بارهون» مستشفى جامعة ياش (2003-2012)
- نائب عميد كلية الطب (2004-2008)
- نائب رئيس الجامعة (2012)
- أمين عام الصندوق للجمعية امراض الكلي الاوربية 1201/EDTA 2005)[2]
- عضو مجلس إدارة في KDIGO (أمراض الكلى: تحسين النتائج العالمية)[3]
- عضو مجلس إدارة في ERBP (أفضل ممارسة لامراض الكلي الاوربية)[4]
- رئيس المجتمع الروماني لأمراض الكلى (سبتمبر 2005-2007)
- الرئيس المنتخب لجمعية أمراض الكلى الرومانية (سبتمبر 2011)[5]
- نائب الرئيس (الفريق الطبي) CNATDCU l - المجلس الوطني للاعتراف الدرجات الجامعية والدبلومات والشهادات)[6]
- عضو في أكاديمية العلوم الطبية، عضو أكاديمية العلماء.

## نشاط النشر (التأليف)
البروفيسور كوفيك له أكثر من 220 ورقة بحث اصلية منشورة في كبرى المجلات العلمية والنشرات الدورية. وله أكثر من 11 كتاب وشارك ب22 فصل في كبرى الكتب الطبية وفي تخصصات الكلى الرئيسية والفرعية. وهو مراجع أيضا ومحرر لمجلة أمراض الكلى والمسالك البولية والعديد من المجلات العلمية المرموقة.

## الجوائز الأكاديمية
- الجائزة الأولى - في مؤتمر لأمراض القلب الثامن والثلاثين، Sinaia, 29 سبتمبر-2 أكتوبر 2000
- شهادة التميز - المجتمع الروماني من أمراض الكلى، جامعة ياش، ياش كلية الطب للمساهمة في زراعة الكلى في مدينة ياش.
- «جائزة الكلية في رومانيا» في عام 2001 - «الإنجازات المتميزة في العمل العلمي في مجال التخصصات الطبية»
- الباحث الشاب جائزة -  المؤتمر الأوروبي لأمراض الكلى الثالث والثلاثون، نيس، فرنسا، عام 2000
- جائزة الباحث الشاب الأوروبية XXXV الكونجرس الأوروبي لأمراض الكلى، كوبنهاجن، 2002
- جائزة المؤتمر العالمي لأمراض الكلى، برلين، 2003
- أفضل الإنجازات المهنية - جائزة التميز لعام 2005 -  ، تشرين الثاني / نوفمبر 2005
- شهادة التميز - مدير عام 2005
- جائزة يوليوس هاتياجينو عام 2008